# Institut Espanyol de Comerç Exterior
L'Instituto Español de Comercio Exterior (ICEX) va canviar la seva denominació a ICEX España Exportación e Inversiones (ICEX) mitjançant el Reial Decret Llei 20/2012, de 13 de juliol de 2012. És una entitat pública empresarial espanyola, d'àmbit estatal, que té com a missió promoure la internacionalització de les empreses espanyoles, per contribuir a la seva competitivitat i aportar valor a l'economia en el seu conjunt, i fomentar l'atracció d'inversions estrangeres a Espanya. Creat en 1982 mitjançant el Reial decret 6/1982 com a Institut Nacional de Foment de l'Exportació (INFE), està adscrit a la Secretaria d'Estat de Comerç.
L'entitat desplega la seva activitat conforme als següents objectius establerts en el seu Pla Estratègic 2014-2015:
- Augmentar i consolidar la base exportadora.
- Diversificar els mercats de destinació.
- Incrementar el valor afegit de les exportacions.
- Impulsar la capacitació del capital humà per a la internacionalització.
- Posicionar Espanya com a plataforma de negocis i inversions internacionals.

## Estructura
L'ICEX presta serveis tant des de la seva seu central a Madrid com a través de la xarxa de 100 Oficines Econòmiques i Comercials en l'Exterior i 31 Direccions territorials i Provincials de Comerç a Espanya. Compta amb una plantilla de més de 580 professionals especialitzats en internacionalització.
Disposa a més d'una xarxa operativa de 16 Centres de Negocis, situats a Alger, Bucarest, Casablanca, Chicago, Dubai, Guangzhou, Kuala Lumpur, Mèxic, Moscou, Bombai, Pequín, Sao Paulo, Xanghai, Varsòvia, Bogotà i Praga, que ofereixen a les empreses espanyoles infraestructura temporal i una sèrie de serveis comercials i administratius, a manera d'incubadores de la internacionalització.

## Objectius i línies d'actuació
El Pla Estratègic 2014-2015 d'ICEX estableix les següents línies estratègiques:

### Desenvolupament de serveis i atenció a la mesura de l'empresa
El desenvolupament de serveis a la mesura de l'empresa es realitzarà tant en origen com en destinació, a través de la xarxa de la Secretaria d'Estat de Comerç: 31 Direccions territorials i Provincials de Comerç a Espanya i gairebé 100 Oficines Econòmiques i Comercials a tot el món, la major xarxa en l'exterior

### Avaluació contínua de la qualitat i de l'impacte
ICEX efectua una avaluació contínua de la qualitat i de l'impacte dels seus programes en honor de l'eficiència en les actuacions i assignació de recursos, amb l'objectiu de:
- Ampliar el mesurament de satisfacció a tots els clients ICEX sobre l'atenció i el servei rebuts.
- Analitzar el compliment d'objectius d'internacionalització establerts per a cada programa, consolidant els processos ja engegats.

### Potenciació de les noves tecnologies
La potenciació de les noves tecnologies en els serveis i procediments es realitzarà mitjançant:
- Simplificació de processos administratius: administració electrònica
- Facilitació de l'accés a la informació a través de les noves tecnologies: entorns digitals, xarxes socials, dispositius mòbils, multimèdia
- Nous canals de comercialització: e-markets i comerç electrònic

### Foment de la intel·ligència empresarial
Per a això s'impulsarà la:
- Conscienciació i formació en la matèria, ajudant a les pimes a millorar la seva capacitat de presa de decisions i la seva aplicació a la internacionalització.
- Prestació de serveis especialitzats d'intel·ligència empresarial, a partir de fonts obertes per la contrastación de referència sobre possibles socis i clients, gestió de risc-reputació i l'anticipació d'escenaris regulatoris amb impacte sobre els interessos de les empreses. Per exemple, s'assessorarà a les empreses sobre la participació en fires internacionals.

### Coordinació institucional i col·laboració públic-privada
L'objectiu és crear sinergies i potenciar la capacitat d'internacionalització de les empreses i proporcionar-los suport institucional, amb transparència i publicitat de les accions i de les ajudes.